# Kevin Spacey

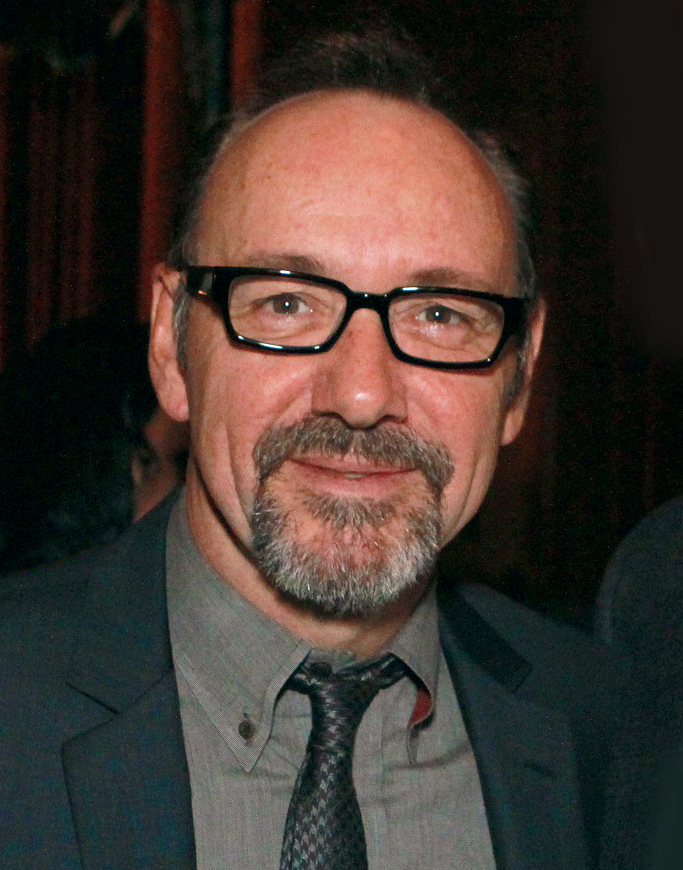
Kevin Spacey, 2011

Kevin Spacey Fowler (South Orange (New Jersey), 26 juli 1959) is een Amerikaans acteur. Hij won een Academy Award voor beste mannelijke bijrol met zijn rol in The Usual Suspects en voor de beste mannelijke hoofdrol in American Beauty. Voor zijn hoofdrol in House of Cards (Amerikaanse televisieserie) ontving hij een Golden Globe. Spacey heeft daarnaast meer dan 35 andere acteerprijzen gewonnen, waaronder een BAFTA Award en een Empire Award.

## Biografie
Spacey is de jongste van drie kinderen. Hij gebruikt zijn tweede naam 'Spacey' als artiestennaam; dit is ook de meisjesnaam van zijn grootmoeder van vaderskant. Spacey heeft een relatief groot bereik in de rollen die hij aankan. Zodoende wordt hij zowel gecast voor een sympathiek personage (zoals in K-PAX), als voor een psychopaat (zoals in Se7en) en zowel voor een machtig persoon (zoals in Superman Returns) als voor een onzeker iemand (zoals in Pay It Forward).
Spacey verhuisde in 2004 naar Londen om daar artistiek directeur van de Old Vic te worden. Hij debuteerde daar met het stuk Cloaca van de Nederlandse schrijfster Maria Goos.
In het spel Call of Duty: Advanced Warfare uit 2014 sprak hij de stem in van Jonathan Irons, de oprichter en CEO van een van de grootste privélegers ter wereld, Atlas.
Van 2013 tot en met 2017 speelde Spacey de hoofdrol van het personage Frank Underwood in de Amerikaanse televisieserie House of Cards, geproduceerd door de streamingdienst Netflix. Hiervoor won hij in 2015 de Golden Globe voor beste acteur.

### Beschuldigingen en vrijspraak van seksuele intimidatie
In oktober 2017 beschuldigde acteur Anthony Rapp Spacey er in BuzzFeed News van dat hij in 1986, toen Rapp 14 jaar oud was en Spacey 26, ogenschijnlijk in dronken toestand, seksuele toenadering tot hem zocht en daarbij op hem ging liggen. Spacey reageerde dat hij zich de ontmoeting niet herinnerde, maar dat als hij zich gedroeg zoals Rapp beweerde, hij zich "gemeend verontschuldigde voor iets wat een erg ongepast dronken gedrag was." Daarop verklaarde hij: "Ik heb relaties gehad met zowel mannen als vrouwen. Ik heb mannen liefgehad, en romantische ontmoetingen met mannen gehad gedurende mijn leven, en nu kies ik ervoor te leven als een homoseksuele man." Deze gelijktijdige coming-out als homoseksueel kwam hem op zware kritiek te staan omdat het werd gezien als afleidingsmanoeuvre.
Sinds Rapp naar voren is getreden, zijn er diverse beschuldigingen tegen Spacey uitgesproken van seksueel ongepast gedrag in de afgelopen vijfendertig jaar; minstens acht personen hebben de acteur beschuldigd van aanranding.
Als gevolg van de beschuldigingen beëindigde Netflix de samenwerking met Spacey. Het zesde en laatste seizoen van House of Cards, waarin Spacey niet meespeelt, werd ingekort van 13 naar 8 afleveringen. Zijn scènes in de reeds voltooide maar nog niet uitgebrachte film All the Money in the World werden overgedaan met een andere acteur, Christopher Plummer.
Eind 2018 werd een rechtszaak wegens "sexual assault" (een bredere term dan het Nederlandse 'aanranding' of 'verkrachting') tegen Spacey aangekondigd in de staat Massachusetts. Ongeveer tegelijkertijd publiceerde hij de video Let Me Be Frank waarin hij in de rol van Frank Underwood leek te refereren aan zijn eigen situatie. In juli 2019 trok de openbare aanklager de aanklacht in.
Op 20 oktober 2022 werd Spacey voor de aanklacht van Rapp vrijgesproken.
Op Hemelvaartsdag 2022 werd bekendgemaakt dat Spacey in Engeland officieel is aangeklaagd wegens "sexual assault" in de betekenis van verkrachting: hij zou drie mannen tegen hun wil gepenetreerd hebben. In juli 2023 verscheen Spacey voor de rechtbank in Londen. De jury sprak hem vrij op alle twaalf klachten voor seksuele aanranding van vier mannen.
In 2024 verscheen de tweedelige documentaire Spacey Unmasked waarin tien mannen uit Spacey's verleden aan het woord komen voor een periode van veertig jaar seksuele misdragingen door hem claimen.

## Prijzen en nominaties (incompleet)
| Jaar | Categorie                       | Genomineerd werk | Prijs                                                                |
| ---- | ------------------------------- | --- | -------------------------------------------------------------------- |
| 1992 | Best Actor                      | Glengarry Glen Ross (gedeeld met Jack Lemmon, Al Pacino, Ed Harris, Alan Arkin, Alec Baldwin en Jonathan Pryce)                                                                    | Valladolid International Film Festival                               |
| 1995 | Best Cast Ensemble              | The Usual Suspects (gedeeld met Gabriel Byrne, Stephen Baldwin, Kevin Pollak, Benicio del Toro, Chazz Palminteri, Pete Postlethwaite, Suzy Amis, Giancarlo Esposito en Dan Hedaya) | Awards Circuit Community Award                                       |
| 1995 | Best Actor in a Supporting Role | The Usual Suspects | Awards Circuit Community Award                                       |
| 1995 | Best Supporting Actor           | The Usual Suspects | Boston Society of Film Critics Award                                 |
| 1995 | Best Supporting Actor           | Se7en, Outbreak, The Usual Suspects en Swimming with Sharks | NYFCC Award                                                          |
| 1995 | Best Supporting Actor           | The Usual Suspects en Se7en | NBR Award                                                            |
| 1995 | Best Acting by an Ensemble      | The Usual Suspects (gedeeld met Gabriel Byrne, Stephen Baldwin, Kevin Pollak, Benicio del Toro, Chazz Palminteri, Pete Postlethwaite, Suzy Amis en Giancarlo Esposito)             | NBR Award                                                            |
| 1995 | Best Actor                      | The Usual Suspects en Swimming with Sharks | Golden Space Needle Award op het Seattle International Film Festival |
| 1995 | Best Supporting Actor           | Se7en, Outbreak en The Usual Suspects | Society of Texas Critics Award                                       |
| 1996 | Best Actor in a Supporting Role | The Usual Suspects | Oscar                                                                |
| 1996 | Best Supporting Actor           | The Usual Suspects | Chicago Film Critics Association Award                               |
| 1996 | Best Supporting Actor           | The Usual Suspects | Chlotrudis Award                                                     |
| 1996 | Best Supporting Actor           | The Usual Suspects | Dallas-Fort Worth Film Critics Association Award                     |
| 1996 | Best Supporting Actor           | Se7en, Outbreak, The Usual Suspects en Swimming with Sharks (gedeelde winnaar met Ed Harris voor zijn rollen in Apollo 13, Just Cause en Nixon)                                    | Critics' Choice Award                                                |
| 1996 | Best Villain                    | Se7en | MTV Movie Award in 1996                                              |

| Jaar | Categorie                                                             | Genomineerd werk                                            | Prijs                                                                  |
| ---- | --------------------------------------------------------------------- | ----------------------------------------------------------- | ---------------------------------------------------------------------- |
| 1993 | Beste mannelijke bijrol                                               | Consenting Adults                                           | Saturn Award op het Academy of Science Fiction, Fantasy & Horror Films |
| 1995 | Best Actor in a Supporting Role                                       | Se7en                                                       | Awards Circuit Community Award                                         |
| 1995 | Best Cast Ensemble                                                    | Se7en                                                       | Awards Circuit Community Award                                         |
| 1995 | Best Supporting Actor                                                 | Se7en, Outbreak, The Usual Suspects en Swimming with Sharks | LAFCA Award                                                            |
| 1996 | Best Performance by an Actor in a Supporting Role in a motion Picture | The Usual Suspects                                          | Golden Globe                                                           |
| 1996 | Uitstekende prestatie door een mannelijke acteur in een bijrol        | The Usual Suspects                                          | Screen Actors Guild Award                                              |
| 1996 | Best Male Lead                                                        | Swimming with Sharks                                        | Film Independent Spirit Award                                          |
| 1996 | Best Supporting Actor                                                 | Se7en, Outbreak, The Usual Suspects en Swimming with Sharks | National Society of Film Critics Award                                 |